# Garrya fremontii
Garrya fremontii är en garryaväxtart som beskrevs av John Torrey. Garrya fremontii ingår i släktet Garrya och familjen garryaväxter. Inga underarter finns listade.

## Bildgalleri

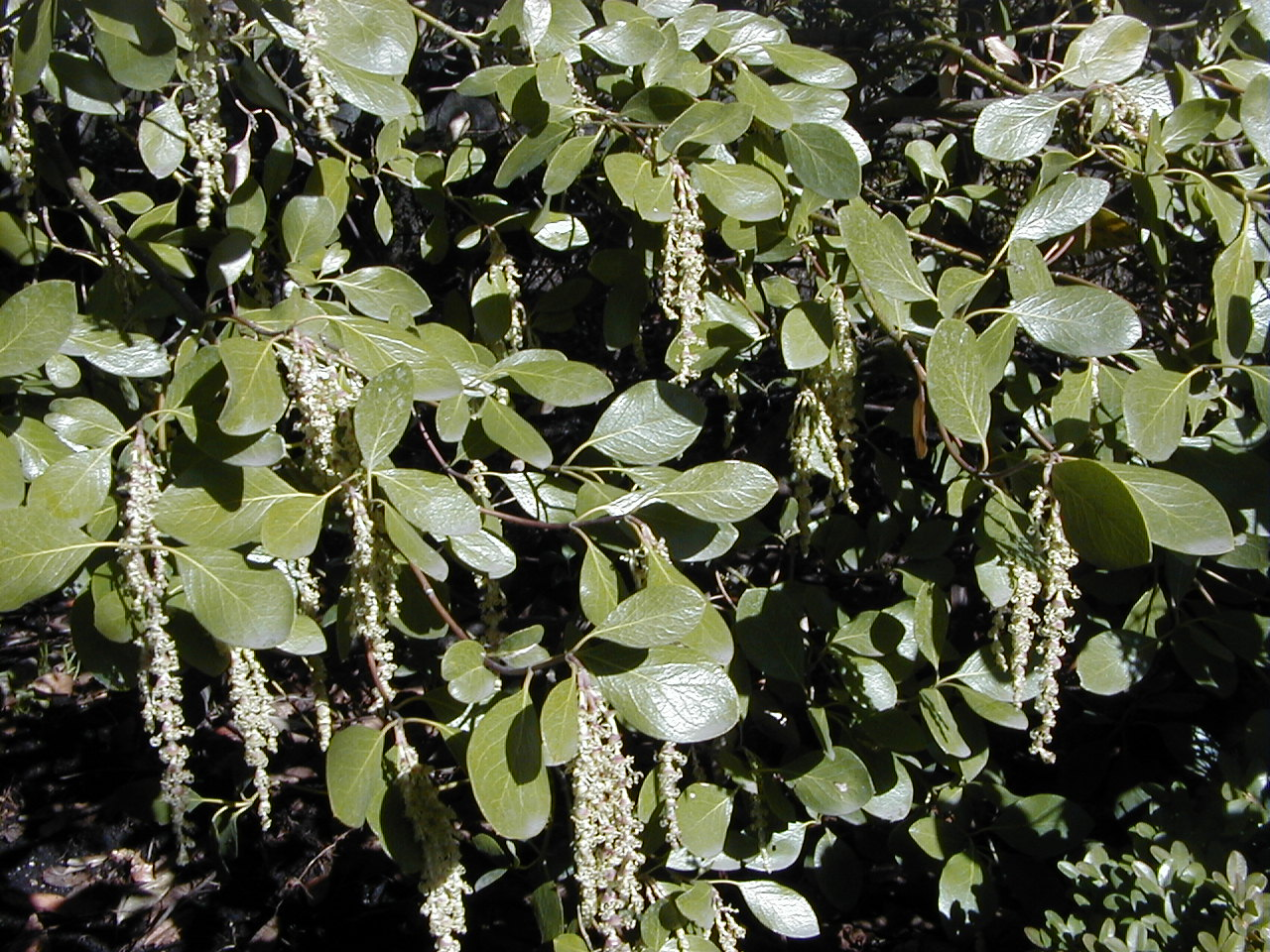
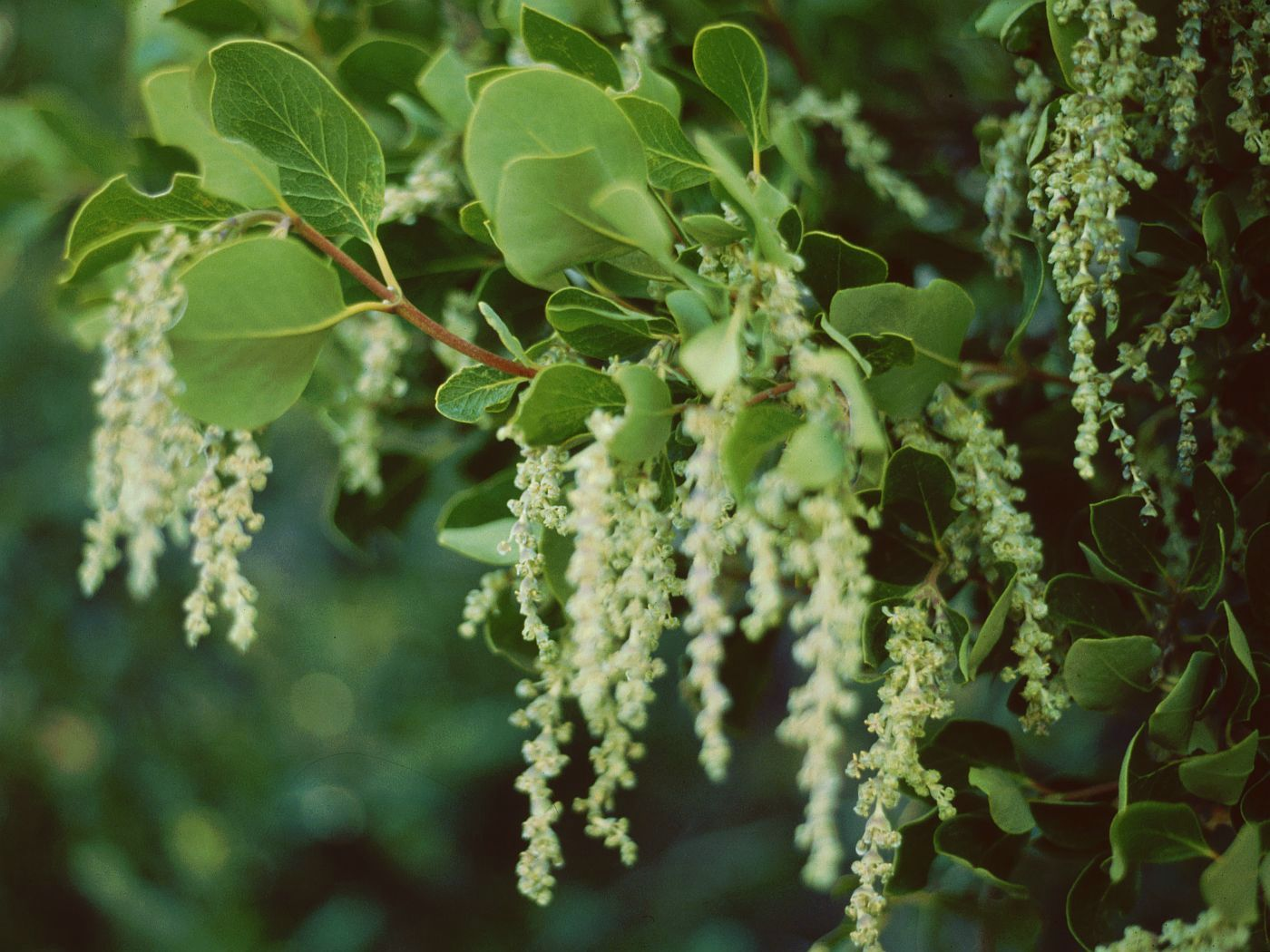